# Glissade

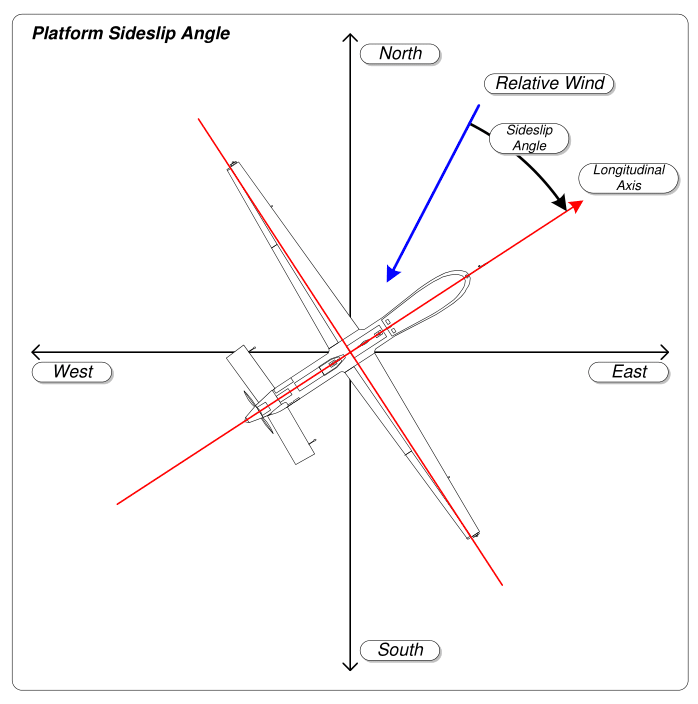
Angle de glissade de l'avion

La glissade est un état aérodynamique lorsqu’un aéronef ne se déplace plus vers l’avant, mais plus ou moins sur le côté de son axe, le nez ne pointant plus dans la direction du vent relatif.
En d’autres termes, pour un avion conventionnel, le nez va être orienté dans la direction opposée de l’inclinaison des ailes. L’avion n’est plus en vol coordonné, et de ce fait, ne vole plus de manière efficace.

## Environnement technique
Voler en glissade n’est pas efficace, aérodynamiquement, puisque le rapport énergie/portance est augmenté. Il faut consommer plus d’énergie que nécessaire pour maintenir la portance optimale.
Les pilotes inexpérimentés ou inattentifs peuvent entrer en glissade de manière non volontaire, simplement par défaut de coordination entre le palonnier et le manche à balai. Les avions peuvent également entrer en glissade au décollage par vent traversier. Si elle n’est pas contrôlée, la glissade peut affecter les performances de montée initiale, ce qui rend la situation particulièrement dangereuse lors de la présence d’obstacles dans la montée, et si l’aéronef n’a pas la puissance adéquate, ou est particulièrement chargé.
Une glissade peut également être une manœuvre volontaire, et un pilote peut volontairement entrer en glissade, particulièrement dans le cas d’un atterrissage court (au dessus d’un obstacle), ou pour une manœuvre d’évitement en début de piste. Elle peut également être pratiquée au cours de manœuvres d’atterrissage d’urgence.
Ces méthodes sont courantes sur l’aviation légère, lors d’atterrissages sur de petits aérodromes, lorsque les pistes sont courtes et peu dégagées, où les pilotes doivent toucher en tout début de piste pour s’assurer d’un freinage et arrêt avant la fin de piste.
Certaines situations courantes peuvent nécessiter une glissade en inversant le manche et le palonnier, le plus souvent lors d’atterrissages à basse puissance.
Sans volets ni aérofreins, il est difficile d’augmenter la pente de la descente sans ajouter de vitesse. Cette vitesse excessive peut empêcher, par effet de sol, l’aéronef de toucher effectivement le sol sur une longue période, pouvant aller jusqu’à un dépassement de piste. Une glissade avant provoque une augmentation de la trainée, permettant au pilote de perdre de l’altitude sans augmenter la vitesse, par augmentation de l’angle de descente. Les glissades avant étaient notamment enseignées avant 1950, ou par l’aviation d’acrobatie aérienne, sur les avions Pitts special ou d’autres avions aux volets ou aérofreins inefficaces.

## Glissade latérale vs glissade avant
Les deux types de glissades sont équivalente en termes aérodynamiques une fois établies, mais les manières d’y parvenir diffèrent, et vont créer − vues du sol − des déplacements différents.
La glissade avant modifie le cap de l’avion vers l’aile descendante, alors que le cap originel est maintenu (cap vu du sol). Cette technique de pilotage d'avion, permet de perdre rapidement de l'altitude sans gagner de vitesse, tout en conservant le cap initial. Cette technique a été utilisée en particulier en 1983 par le pilote du planeur de Gimli, un Boeing 767 d'Air Canada en panne de carburant, lui permettant de se poser sans dommages, mais également par le vol TACA 110 par un Boeing 737-300 en 1988.
Il faut faire trois actions simultanées :
- réduire les gaz ;
- incliner l'avion sur une aile (axe de roulis) ;
- faire pivoter l'aéronef sur son axe de lacet dans le sens contraire de l'inclinaison, action effectuée à l'aide des palonniers, le pilote va placer la bille-aiguille, instrument qui renseigne sur la symétrie du vol, du côté intérieur au virage.

La trainée ainsi créée par le fuselage permet d'augmenter la pente de descente sans prendre de vitesse.
la glissade latérale
Quant à elle, la glissade latérale est provoquée par une inversion des directions du manche et du palonnier. Le cap de l’avion est alors maintenu sur les instruments, mais son cap réel ne l’est pas. C’est la technique utilisée par de nombreux pilotes pour se poser par vent de travers.

## Autres usages pratiques
Il y a d’autres utilisations pratiques de glissades, par exemple en photographie aérienne. Une glissade permet de conserver un cap, tout en baissant une des ailes, permettant des photographies par les hublots. Cette technique a notamment été utilisée sur un Concorde, lors de l’éclipse totale de 1973 lors de la « plus longue observation d’éclipse solaire totale au monde » durant 74 minutes, mais également par le F-BVFC en 1999 (AF4500) dans des conditions similaires.
Les pilotes peuvent également utiliser une glissade pour les aider à atterrir par temps de gel lorsque le pare-brise avant a été totalement recouvert par le givre, en utilisant les vitres latérales. En atterrissant de côté, les pilotes sont alors capables de voir la piste par les vitres latérales.
Enfin, en vol acrobatique ou lors de combats aériens, les pilotes peuvent utiliser ces manœuvres non conventionnelles pour surprendre l’observateur − ou l’adversaire .